# Wen av Liu Song
Wen av Liu Song, född 407, död 453, var en kinesisk monark. Han var kejsare av Liu Song mellan 424 och 453. 